# Testiranje na kovid 19
Testiranje na kovid 19  ili Test za detekciju virusa u koronavirusnoj bolesti 2019 (akronim kovid 19) ili dijagnostički test za detekciju virusa SARS-CoV-2 je kao što mu sam naziv kaže, dijagnostičko sredstvo koje se koristi u slučaju sumnje da je neka osoba zaražena respiratornim virusom SARS-CoV-2, uzročnikom koronavirusne bolesti (Kovid-19) koji se globalno širi nakon što je novi virus prvi put identifikovan u Vuhanu, gradu u Kini, krajem 2019. godine. U načelu test rezultate daje u roku od 12-24 časa od uzimanja uzorka.

## Opšte informacije
Stručnjaci za javno zdravstvo ukazali su na činjenicu da je brza identifikacija i stavljanje u izolaciju zaraženih ljudi presudan faktor za ograničavanje širenja virusa, koji može biti smrtonosan za starije osobe ili one koji imaju druge zdravstvene probleme. Globalna stopa smrtnosti od kovida 19, prema podacima Svetske zdravstvene organizacije, procenjena je marta meseca 2020. godine na oko 3,4%. Budući da će mnogi blaži slučajevi bolesti ostati nedijagnostikovani, stvarna stopa smrtnosti možda je i mnogo niža.
Kod svih trenutno dostupnih testova koji se koriste u dijagnostici kovida 19, još uvek nije jasno koliko dugo osoba mora biti zaražena pre nego što se testira, da bi bila pozitivna, kao i to kada je neko ko se zarazio prepoznat testom pre nego što je manifestovao simptome?
Pinsky i njegovi kolege za izradu  eng. Stanford Medicine COVID-19 testa koji se trenutno koristi u SAD upotrebili su su prajmere i sonde razvijene u jednoj laboratoriji u Nemačkoj koja je dugi niz godina proučavala koronaviruse SARS i MERS. Zatim su optimizirali upotrebu ovih dijagnostičkih alata kako bi ispunili američke standarde za testiranje. Prema rečima istraživača sa Stanforda: 
| „ | Test je uspešno utvrdio prisustvo SARS-CoV-2 u pozitivnim uzorcima bez unakrsne reakcije sa sezonskim koronavirusima ili drugim uobičajenim respiratornim virusima, uključujući i klasičan grip. | ” |

## Rezultati
Ako je test pozitivan — to znači da је testirana osoba zaražena virusom korona. Ali to ne mora nužno značiti da je SARS-CoV-2 uzrok (ili jedini uzrok) bolesti. Koinfekcija s drugim virusom ili bakterijama može biti uzrok identičnih simptoma.
Ako je test negativan — drugi su faktori važni kako bi se potvrdilo da testirana osoba nije obolela od kovida 19, kao što su anamneza i klinički pregled, jer možda je testirana osoba stvarno zaražena virusom, ali njegova prisutnost u uzetom uzorku nije otkrivena.

## Molekularni testovi za detekciju virusakao uzroka kovida 19
Trenutno se što u fazi prodaje i primene, što u fazi istraživanja nalazi nekoliko testova za otkrivanje virusa SARS-CoV-2. Neki testovi mogu otkriti samo novi virus, a neki mogu otkriti i druge sojeve (npr SARS-CoV) koji su genetski slični.
| Laboratorije i protokoli prema podacima SZO | Laboratorije i protokoli prema podacima SZO                        | Laboratorije i protokoli prema podacima SZO     |
| Zemlja                                      | Institut                                                           | Ciljani gen                                     |
| ------------------------------------------- | ------------------------------------------------------------------ | ----------------------------------------------- |
| Kina                                        | Kineski centar za kontrolu i prevenciju bolesti                    | ORF 1ab i Nukleoprotein (N)                     |
| Nemačka                                     | Charité                                                            | RdRP, E, N                                      |
| Hong Kong                                   | Univerzitet u Hong Kongu                                           | ORF1b-nsp14, N                                  |
| Japan                                       | Nacionalni institut sa infektivne bolesti, Odsek za virologiju III | Pankorona i više meta, Spajk protein (Peplomer) |
| Tajland                                     | Nacionalni institut za zdravlje                                    | N                                               |
| SAD                                         | Centar za kontrolu i prevenciju bolesti                            | Tri mete u N genu                               |
| Francuska                                   | Pasterov zavod                                                     | Dve mete u RdRP                                 |

## Tehnika
Test koristi tehniku koja se naziva reverznoj transkriptaza lančanoj reakcija polimeraze (akronim RT-PCR) za brzo prepoznavanje prisutnosti virusne RNA u brisevima iz nosa potencijalno zaraženih osoba. Ona se primenjuje u slučaju kada je ciljna sekvenca virusna RNK koja mora prvo da bude prepisana u komplementarnu DNK pomoću enzima reverzne transkriptaze. RT-PCR se primenjuje za
detekciju brojnih RNK  virusa, uključujući i SARS-CoV-2, uzročnika kovida 19. 
RT-PCR koristi kratke proteze DNK nazvane prajmeri koji se čvrsto i specifično vežu samo za odgovarajuće sekvence u SARS-CoV-2 RNA. Enzim nazvan reverzna transkriptaza tada virusnu RNK pretvara u komplementarnu DNK, a kako se reakcija nastavlja, enzim nazvan polimeraza koristi se za generisanje milijardi kopija DNK koje se mogu otkriti fluorescentno označenim molekulima zvanim sonde.
Testom uzeti materijal (bris) prvo se ispituje na prisustvo virusne RNA koja kodira protein nazvan protein ovojnice, koji se nalazi u membrani koja okružuje virus i ima važnu ulogu u životnom ciklusu virusa, uključujući i izdanke iz zaraženih ćelija domaćina. Zatim potvrđuje pozitivan rezultat testiranjem gena koji kodira drugi protein nazvan RNA-zavisna RNA polimeraza.
Test na CDC ekranima koristi za određivanje trećeg gena koji kodira protein koji formira virusni nukleokapsid, neku vrstu ljuske oko virusnog genetskog materijala.
Dostupnost različitih testova koji ciljaju različite virusno-specifične RNA sekvence daju mogućnost da se na pouzdan način da unakrsna potvrda laboratorijskih rezultata.
- Prikaz uzimanja nosnoždrelnog brisa
- Prikaz uzimanja nazofaringealnog brisa
- Prikaz uzimanja oralnog brisa
- PCR mašina
- Video prikaz uzimanja nazofaringealnog brisa

## Rezultati primene testa COVID-19 u 2020.
Kina i Sjedinjene Američke Države imale su u početku epidemije problem sa pouzdanošću kompleta za testiranje, U ranoj fazi epidemije, Kina, SAD i Australija nisu bile u stanju da isporuče dovoljno kompleta i zadovolje potražnju i preporuke za testiranje od strane zdravstvenih stručnjaka.
Nasuprot tome, stručnjaci kažu da je u Južnoj Koreji široko dostupno testiranja pomoglo značajnom  smanjenju širenja novog koronavirusa. Južnokorejska vlada je tokom nekoliko godina izgradila kapacitete za testiranje, uglavnom u laboratorijama privatnog sektora.  Pošavši od ovog saznanja  16. marta 2020.  Generalni direktor SZO Tedros Adhanom Gebrejesus poručio je zemljama širom sveta da testiraju svaki sumnjivi slučaj, jer se to pokazalo kao najbolji način da se uspori napredak pandemije kovida 19.

## Proizvodnja testova u svetu
Kina je  najavila da će od 25. februara 2020. dnevno proizvoditi 1,7 miliona testova na bazi nukleinskih kiselina i 350.000 testova za antitela.
U Kini je testove za detekciju kovida 19 razvila neprofitna Kineska humanitarna fondacija „Mammoth Fondation“, sa centrom u kineskom gradu Šenženu koja se bavi istraživanjem genetskog inženjeringa.

## Spoljašnje veze
Mediji vezani za članak Testiranje na kovid 19 na Vikimedijinoj ostavi

|  | Molimo Vas, obratite pažnju na važno upozorenje u vezi sa temama iz oblasti medicine (zdravlja). |